# Luzonobasis glauca
Luzonobasis glauca – gatunek ważki z rodziny łątkowatych (Coenagrionidae); jedyny przedstawiciel rodzaju Luzonobasis. Endemit filipińskiej wyspy Luzon.